# Ритмически невми
Ритмическите невми са особени невми във византийската невмена нотопис, които указват ритмичните фигури, които трябва да се изпълнят.
Надписват се върху последната невма от групата, която обхващат.
Главните ритмически („за краткост“, според църковнославянската терминология) невми са три - скорение , двускорение  и трискорение .
- Поставено над дадена невма скорението отбелязва, че тя и предходната трябва да бъдат изпълнени в рамките на едно време. Съотношението е като цяла нота към половина.
- Поставено над невма двускорение сочи, че тя, предходната и следващата се изпълняват за единица време (в западната музикална терминология – триола.
- Поставено над невмата трискорение изисква тя, предходната и следващите две невми да бъдат изпълнени за единица време. Съотношението е като цяла нота към четтвъртина.